# Los Cedros (Jalisco)
Los Cedros es una localidad del estado mexicano de Jalisco. Es parte del municipio de Ixtlahuacán de los Membrillos.

## Demografía
| Gráfica de evolución demográfica |
|                                  |

| Censo | Población |
| ----- | --------- |
| 1900  | 427       |
| 1910  | 363       |
| 1921  | 385       |
| 1930  | 457       |
| 1940  | 316       |
| 1950  | 529       |
| 1960  | 619       |
| 1970  | 854       |
| 1980  | 675       |
| 1990  | 1 257     |
| 2000  | 1 829     |
| 2010  | 2 416     |
| 2020  | 1 754     |